# Начальник области
Начальник области, областной начальник — глава области в Российской империи. Области Российской империи отличались от губерний тем, что на их территории находились постоянные и регулярные войска (казаки). Областной начальник был одновременно главой и гражданского и военного управления (военный губернатор). 

## Примеры существовавших областей
Существовавшее в начале века XIX века Сибирское генерал-губернаторство, состоявшее из Тобольской, Томской и Якутской губерний, в 1822 году было разделено на два генерал-губернаторства: Западно-Сибирское с
центром в Тобольске (Тобольская, Томская губернии и Омская область) и Восточно-Сибирское с центром в Якутске (Иркутская и Енисейская губернии, Якутская область, Охотское и Камчатское приморское и Троицко-Савское пограничное управления).
В 1887 году Восточно-Сибирское генерал-губернаторство было переименовано в Иркутское, а в 1894 году из него выделилось Приамурское генерал-губернаторство (Забайкальская, Приморская и Амурская области и остров Сахалин). В начале XX века были произведены последние изменения – образованы новые области (Камчатская и Сахалинская).
Во ВСЮР в годы Гражданской войны в России было образовано четыре области: Харьковская, Киевская, Новороссийская и область Северного Кавказа.